# Nekrolog 1860
Nekrolog
◄◄
| ◄
| 1856
| 1857
| 1858
| 1859
| 1860 | 1861 | 1862 | 1863 | 1864 | ► | ►►
Weitere Ereignisse | Allgemeiner Nekrolog 1860
Die Beschreibung der verstorbenen Person sollte so kurz wie möglich gehalten sein und nur deren signifikante Tätigkeit(en) enthalten.
Neue Namen ggf. auch unter dem Geburts- und Sterbedatum, also etwa unter 1. Januar und im Geburts- und Sterbejahr (2024) eintragen (nur bei entsprechender großer Wichtigkeit). Für Beispiele siehe die schon vorhandenen Artikel.
Außerdem über die fünf zuletzt Verstorbenen, zu denen es einen ausreichend guten Artikel für eine Präsentation auf der Hauptseite gibt, nach der todesbedingten Überarbeitung der Artikel ggf. auch unter Wikipedia Diskussion:Hauptseite informieren und sie am besten auch in den anderen Wikipedia-Sprachversionen eintragen. Tipp: Regelmäßig bei news.google.de nach „ist tot“, „gestorben“ oder „verstorben“ suchen.
Wenn eine Person gestorben ist, gibt es viele Seiten zu dieser Person in der Wikipedia, die davon auch betroffen sind und entsprechend aktualisiert werden müssen. Beispiele: Namenübersichtsseite, Geburtsjahr, Geburtsort-Seiten und viele mehr.
Wie finde ich die betroffenen Seiten?
Im Suchfeld auf der linken Seite gibt man den Suchbegriff so ein: „Vorname Nachname“. Dann klickt man auf Volltext und alle Seiten mit entsprechendem Suchtext werden aufgerufen. Hier sieht man dann schnell, wo auch das Todesjahr Sinn macht oder sogar ein Teil des Artikels angepasst werden muss. Auch hilft das „Werkzeug“ auf der linken Seite sehr gut, um solche Seiten aufzufinden: „Links auf diese Seite“. Somit ist die Wikipedia wieder aktuell in allen Bereichen! Hinweis: bei Eintragung der Kategorie „Gestorben JAHR“ wird der Missbrauchsfilter 49 ausgelöst, was jedoch nicht schlimm ist. Siehe: Spezial:Missbrauchsfilter/49
Dies ist eine Liste von im Jahr 1860 verstorbenen bekannten Persönlichkeiten. Die Einträge erfolgen innerhalb der einzelnen Daten alphabetisch sortiert. Tiere sind im Nekrolog für Tiere zu finden.

## Januar
| Tag        | Name                                | Beruf, bekannt als                                                              | Alter | Beleg |
| ---------- | ----------------------------------- | ------------------------------------------------------------------------------- | ----- | ----- |
| 1. Januar  | Franz Wild                          | österreichischer Sänger                                                         | 68    |       |
| 2. Januar  | Jean Baptiste Plauché               | US-amerikanischer Politiker                                                     |       |       |
| 2. Januar  | Johann Wilhelm Ferdinand von Reuter | königlich preußischer Generalmajor und zuletzt Kommandant der Festung Saarlouis | 77    |       |
| 3. Januar  | Johannes von Schlayer               | deutscher Jurist und Politiker                                                  | 67    |       |
| 5. Januar  | Johannes Nepomuk Neumann            | Bischof von Philadelphia und ist ein Heiliger der katholischen Kirche           | 48    |       |
| 6. Januar  | William Martin Leake                | englischer Archäologe                                                           | 82    |       |
| 6. Januar  | William Spence                      | britischer Entomologe und Ökonom                                                |       |       |
| 8. Januar  | Gustav von Franck                   | österreichischer Schriftsteller, Herausgeber und Maler                          | 52    |       |
| 8. Januar  | John Nelson                         | US-amerikanischer Jurist und Politiker                                          | 68    |       |
| 8. Januar  | Franciszek Ksawery Siemianowski     | polnischer Maler und österreichischer Beamter                                   |       |       |
| 8. Januar  | George Edward Wales                 | US-amerikanischer Politiker                                                     | 67    |       |
| 9. Januar  | Karl Rudolf Brommy                  | deutscher Admiral                                                               | 55    |       |
| 9. Januar  | Friedrich Wilhelm Schulz            | deutscher radikal-demokratischer Publizist                                      | 62    |       |
| 9. Januar  | Nathan Soule                        | US-amerikanischer Jurist und Politiker                                          | 69    |       |
| 10. Januar | Ezequiel Zamora                     | venezolanischer Soldat                                                          | 42    |       |
| 11. Januar | Oliver C. Comstock                  | US-amerikanischer Arzt, Jurist, Politiker und Geistlicher                       | 79    |       |
| 11. Januar | Benjamin Witzschel                  | Mathematiker und Lehrer                                                         |       |       |
| 12. Januar | Jan Zygmunt Skrzynecki              | polnischer General                                                              | 73    |       |
| 13. Januar | William Mason                       | US-amerikanischer Arzt und Politiker                                            | 73    |       |
| 15. Januar | Ludwig Benjamin Henz                | deutscher Eisenbahningenieur                                                    | 61    |       |
| 17. Januar | Narcisse Girard                     | französischer Dirigent                                                          |       |       |
| 17. Januar | Friedrich Georg Wieck               | deutscher technologischer Schriftsteller und Industrieller                      | 59    |       |
| 20. Januar | Heinrich Spitta                     | deutscher Mediziner                                                             | 60    |       |
| 20. Januar | Carl Friedrich Tenner               | russischer General und Geodät                                                   | 76    |       |
| 21. Januar | Thomas Brisbane                     | schottischer Astronom und Gouverneur von New South Wales                        | 86    |       |
| 21. Januar | Jacob von Schilling                 | russischer Generalleutnant und Ritter des Ordens Pour le Mérite                 | 69    |       |
| 22. Januar | Elisha Haley                        | US-amerikanischer Politiker                                                     | 84    |       |
| 22. Januar | Heinrich von Kügelgen               | deutschbaltischer Lyriker                                                       | 23    |       |
| 24. Januar | James Pollard Espy                  | US-amerikanischer Meteorologe                                                   | 74    |       |
| 25. Januar | Christian Matthias Schröder         | Hamburger Senator und Kaufmann                                                  | 81    |       |
| 26. Januar | Wilhelmine Schröder-Devrient        | deutsche Opernsängerin (Sopran)                                                 | 55    |       |
| 27. Januar | János Bolyai                        | ungarischer Mathematiker                                                        | 57    |       |
| 27. Januar | Ely Moore                           | US-amerikanischer Politiker                                                     | 61    |       |
| 28. Januar | Johann Michael Zeitlinger           | österreichischer Sensengewerke                                                  | 56    |       |
| 29. Januar | Ernst Moritz Arndt                  | deutsch-nationaler Schriftsteller                                               | 90    |       |
| 29. Januar | Stéphanie de Beauharnais            | Adoptivtochter von Napoléon Bonaparte und Großherzogin von Baden                | 70    |       |
| 29. Januar | Henry D. Gilpin                     | US-amerikanischer Jurist, Politiker                                             | 58    |       |
| 29. Januar | Josef Liebermann                    | deutscher Frühindustrieller                                                     | 76    |       |
| 30. Januar | Johann Karl Lichtenhahn             | Schweizer Jurist und Historiker                                                 | 54    |       |
| 30. Januar | Carl Heinrich Saemann               | deutscher Musiker                                                               | 69    |       |
| 30. Januar | Robert Bentley Todd                 | irischer Physiologe und Pathologe                                               | 50    |       |

## Februar
| Tag         | Name                                      | Beruf, bekannt als                                                                                   | Alter | Beleg |
| ----------- | ----------------------------------------- | --- | ----- | ----- |
| 1. Februar  | Wilhelm Tourneau                          | Bürgermeister von Bottrop                                                                            | 65    |       |
| 2. Februar  | Thomas Ignatius Maria Forster             | englischer Naturforscher                                                                             | 70    |       |
| 5. Februar  | Wilhelm Johann Pollak                     | österreichischer Landschaftsmaler                                                                    | 57    |       |
| 7. Februar  | Sándor I. Csajághy                        | Bischof des Csanáder Bistums                                                                         | 49    |       |
| 7. Februar  | Samuel Stevens                            | US-amerikanischer Politiker                                                                          | 81    |       |
| 8. Februar  | Daniel Jenny                              | Schweizer Unternehmer                                                                                | 70    |       |
| 8. Februar  | Soares de Passos                          | portugiesischer Lyriker der Romantik                                                                 | 33    |       |
| 8. Februar  | Carl Eduard Rotwitt                       | dänischer Politiker, Mitglied des Folketing und Premierminister                                      | 47    |       |
| 8. Februar  | Georg August Ludwig Schmidtborn           | evangelischer Theologe und Generalsuperintendent Rheinland                                           | 61    |       |
| 10. Februar | Giuseppe Marchi                           | italienischer Christlicher Archäologe und Jesuit                                                     | 64    |       |
| 12. Februar | Johann Georg Christian Lehmann            | deutscher Botaniker                                                                                  | 67    |       |
| 12. Februar | Isaak Bär Levinsohn                       | jüdischer Aufklärer                                                                                  | 71    |       |
| 12. Februar | William Francis Patrick Napier            | britischer Generalleutnant                                                                           | 74    |       |
| 12. Februar | Joseph von Novak                          | österreichischer Feldmarschallleutnant und Ritter des Militär-Maria-Theresia-Ordens                  | 85    |       |
| 13. Februar | Nikolaus Schmitt                          | Abgeordneter der Frankfurter Nationalversammlung und Mitglied der revolutionären Regierung der Pfalz | 54    |       |
| 14. Februar | Céleste-Thérèse Couperin                  | französische Organistin und Musikpädagogin                                                           | ≈67   |       |
| 15. Februar | Moritz Ferdinand Schmaltz                 | deutscher lutherischer Theologe                                                                      | 74    |       |
| 18. Februar | Karl Josef Ignatz Mosler                  | deutscher Maler und Kunsthistoriker                                                                  | 72    |       |
| 18. Februar | Ferdinand Neukäufler                      | deutscher Opernsänger (Tenor, Bariton), Theaterschauspieler und Chordirektor                         | 74    |       |
| 19. Februar | Carl Otto Dammers                         | deutscher Jurist und Politiker                                                                       | 48    |       |
| 19. Februar | Johann Ehrlich                            | deutscher Orgelbauer                                                                                 | 40    |       |
| 19. Februar | Gregor Lützelschwab                       | Schweizer Politiker und Richter                                                                      | 65    |       |
| 19. Februar | Peter Newhard                             | US-amerikanischer Politiker                                                                          | 76    |       |
| 19. Februar | Mariano Velázquez de la Cadena            | US-amerikanischer Romanist und Hispanist mexikanischer Herkunft                                      | 81    |       |
| 20. Februar | Henry Drummond                            | britisches Unterhausmitglied, Mitbegründer der katholisch-apostolischen Gemeinden                    | 73    |       |
| 20. Februar | Christian Ferdinand Friedrich Hochstetter | deutscher Botaniker und Stadtpfarrer                                                                 | 73    |       |
| 21. Februar | Richard Pius Miles                        | US-amerikanischer Ordensgeistlicher, Bischof von Nashville                                           | 68    |       |
| 24. Februar | Ferdinand Herold                          | deutscher Apotheker, Botaniker, Chemiker, Unternehmer und Hochschullehrer                            | 76    |       |
| 24. Februar | James Irby                                | US-amerikanischer Politiker                                                                          | 66    |       |
| 25. Februar | John Devereux                             | kolumbianischer Diplomat                                                                             |       |       |
| 25. Februar | Charles Stanislaus Frentzel-Beyme         | deutscher Kaufmann und preußischer Abgeordneter                                                      | 71    |       |
| 25. Februar | Samuel Heim                               | Schweizer Unternehmer                                                                                | 95    |       |
| 25. Februar | Friedrich Thiersch                        | deutscher Philologe                                                                                  | 75    |       |
| 26. Februar | Michael Hess                              | Pädagoge und Direktor des Philanthropin in Frankfurt am Main                                         | 77    |       |
| 26. Februar | Auguste Leuba                             | Schweizer Unternehmer und Politiker, Neuenburger Staats- und Nationalrat                             | 61    |       |
| 27. Februar | Julius Weyde                              | deutscher Genre-, Landschafts- und Porträtmaler                                                      |       |       |
| 29. Februar | George Bridgetower                        | englischer Violinist                                                                                 | 81    |       |
| 29. Februar | Bernhard Eberhard                         | kurhessischer Innenminister                                                                          | 64    |       |
| 29. Februar | Caspar Jenny                              | Schweizer Politiker, Händler und Richter                                                             | 47    |       |
| Februar     | José Castro                               | mexikanischer Gouverneur                                                                             |       |       |

## März
| Tag      | Name                            | Beruf, bekannt als                                                                                                  | Alter | Beleg |
| -------- | ------------------------------- | --- | ----- | ----- |
| 2. März  | Johann Heinrich Meier           | deutscher Pädagoge und Gründer einer Höheren Töchterschule                                                          | 81    |       |
| 3. März  | Johann Gottfried Böker          | deutschamerikanischer Wein- und Spirituosenhändler, Konsul, Kunstsammler und Galerist                               | 65    |       |
| 3. März  | Theodor Wilhelm Georg Hallwachs | Landrat des Kreises Alzey                                                                                           | 47    |       |
| 3. März  | Samuel E. Smith                 | US-amerikanischer Politiker, Gouverneur von Maine                                                                   | 71    |       |
| 4. März  | Honoré-Charles Reille           | französischer General, Marschall von Frankreich und Pair von Frankreich                                             | 84    |       |
| 5. März  | Aloysius von Amelunxen          | kurhessischer Generalleutnant und Mitglied der Kurhessischen Ständeversammlung                                      | 72    |       |
| 5. März  | Alfred Dedreux                  | französischer Maler                                                                                                 | 49    |       |
| 5. März  | G. W. Ingersoll                 | US-amerikanischer Jurist und Politiker                                                                              | 56    |       |
| 6. März  | Gottlieb von Ankershofen        | österreichischer Historiker und Landeskonservator                                                                   | 64    |       |
| 6. März  | Friedrich Dotzauer              | deutscher Cellist und Komponist                                                                                     | 77    |       |
| 6. März  | Úrsula Lambert                  | ≈70 |       |       |
| 6. März  | Pelagio Palagi                  | italienischer Maler, Bildhauer und Möbelgestalter                                                                   | 84    |       |
| 7. März  | Joseph Almanzi                  | italienischer Autor                                                                                                 | 58    |       |
| 7. März  | Jan Nepomuk Nádherný            | böhmischer Adliger, Unternehmer und Großgrundbesitzer                                                               | 87    |       |
| 8. März  | Joseph Bernhard August Gebel    | deutscher Arzt, preußischer Regierungsdirektor und Landrat                                                          | 87    |       |
| 8. März  | Johann Nepomuk Hautle           | Schweizer Politiker                                                                                                 | 67    |       |
| 8. März  | Luther Jewett                   | US-amerikanischer Politiker                                                                                         | 87    |       |
| 8. März  | Josef Friedrich Treppner        | Bürgermeister der Stadt Würzburg (1853–1859)                                                                        | 60    |       |
| 9. März  | Adalbert von Pechmann           | Passauer Weihbischof, Domdekan und Generalvikar                                                                     | 82    |       |
| 11. März | August von Denffer              | Vorsitzender des russischen Reichsrates                                                                             | 73    |       |
| 11. März | Juliane zu Hessen-Kassel        | Prinzessin aus dem Hause Hessen-Kassel und Äbtissin des Klosters Itzehoe                                            | 87    |       |
| 11. März | Hermann Dietrich Lindheim       | Industrieller in Schlesien, Böhmen und Wien                                                                         | 69    |       |
| 12. März | Carl Cleve                      | deutscher Verwaltungsjurist und Landwirt                                                                            | 69    |       |
| 12. März | Georg Möller                    | nassauischer Landtagsabgeordneter                                                                                   | 83    |       |
| 12. März | Luise Stichling                 | deutsche Schriftstellerin                                                                                           | 78    |       |
| 13. März | Ebenezer Syme                   | schottisch-australischer Journalist                                                                                 |       |       |
| 14. März | Lilburn Boggs                   | US-amerikanischer Politiker                                                                                         | 63    |       |
| 14. März | Carl von Ghega                  | Erbauer der Semmeringbahn                                                                                           | 58    |       |
| 14. März | Louis-Antoine Jullien           | französischer Komponist und Dirigent                                                                                | 47    |       |
| 14. März | Lewis Charles Levin             | US-amerikanischer Politiker                                                                                         | 51    |       |
| 15. März | David A. Bokee                  | US-amerikanischer Politiker                                                                                         | 54    |       |
| 16. März | Andreas Friedrich Uhthoff       | deutscher Eisen-Kunstgießer                                                                                         |       |       |
| 17. März | Beverly L. Clarke               | US-amerikanischer Politiker                                                                                         | 51    |       |
| 17. März | Anna Jameson                    | Schriftstellerin | 65    |       |
| 17. März | Carl Gottfried Ziller           | sächsischer Theologe, „Diakonus und Katechet“ an der Dresdner Frauenkirche, Archidiakon an der Dresdner Kreuzkirche | 69    |       |
| 18. März | William Henry Bissell           | US-amerikanischer Politiker                                                                                         | 48    |       |
| 19. März | Karl Friedrich Baudius          | deutscher Schauspieler                                                                                              | 63    |       |
| 19. März | Albrecht Roscher                | deutscher Afrikaforscher                                                                                            | 23    |       |
| 20. März | Friedrich Engels                | deutscher Textilunternehmer                                                                                         | 63    |       |
| 21. März | Karl Prokop Reitenberger        | Abt des Stiftes Tepl im Westböhmen und Begründer des Kurortes Marienbad                                             | 80    |       |
| 21. März | John L. Robinson                | US-amerikanischer Politiker                                                                                         | 46    |       |
| 22. März | George Rennie                   | englischer Bildhauer, Politiker und Gouverneur der Falklandinseln                                                   |       |       |
| 22. März | Louis de Vilmorin               | französischer Botaniker                                                                                             | 43    |       |
| 23. März | Franz Joseph Molitor            | deutscher Philosoph                                                                                                 | 80    |       |
| 23. März | Francisco Ruiz Tagle            | Präsident von Chile                                                                                                 |       |       |
| 24. März | Ii Naosuke                      | Tairō, Daimyō von Hikone und Teemeister                                                                             | 44    |       |
| 24. März | Domenico Maria Lo Jacono        | italienischer Ordensgeistlicher, Generaloberer der Theatiner und Bischof von Agrigent                               | 74    |       |
| 24. März | Otto von Watzdorf               | deutscher Jurist und Politiker, Mitglied der Frankfurter Nationalversammlung, MdL (Königreich Sachsen)              | 58    |       |
| 25. März | James Braid                     | schottischer Chirurg                                                                                                |       |       |
| 25. März | Anton Joseph Emanuel Kraus      | österreichischer Diplomat und Beamter                                                                               | 82    |       |
| 26. März | Francis Mallory                 | US-amerikanischer Politiker                                                                                         | 52    |       |
| 26. März | Kaspar Steger                   | österreichischer Hauptmann                                                                                          | 80    |       |
| 28. März | Johann Ludwig Böhner            | deutscher Komponist                                                                                                 | 73    |       |
| 28. März | Karl Theodor von Buseck         | deutscher Maler | 56    |       |
| 30. März | Gustav Brückner                 | deutscher Arzt und Naturforscher                                                                                    | 70    |       |
| 30. März | Eduard Schaubert                | deutscher Architekt                                                                                                 | 55    |       |
| 31. März | Évariste Régis Huc              | französischer Entdecker und Missionar                                                                               | 46    |       |
| 31. März | Frederick Irwin                 | britischer Soldat, Kolonialverwalter, Gouverneur von Western Australia                                              | 66    |       |
| 31. März | Franz Carl Sickmann             | deutscher Kaufmann, Weingutsbesitzer, sächsischer Politiker und MdL                                                 | 69    |       |
| März     | Julia Pastrana                  | Mexikanerin, die als „Affenfrau“ oder „hässlichste Frau der Welt“ bezeichnet wurde                                  |       |       |

## April
| Tag       | Name                                                       | Beruf, bekannt als                                                                                        | Alter | Beleg |
| --------- | ---------------------------------------------------------- | --- | ----- | ----- |
| 1. April  | Joseph Guislain                                            | belgischer Psychiater                                                                                     | 63    |       |
| 1. April  | Benno Johann Josef Müller                                  | deutscher Benediktiner, Professor für Bibelwissenschaft                                                   | 56    |       |
| 3. April  | Johann Lorenz Schiedmayer                                  | deutscher Klavierbauer                                                                                    | 73    |       |
| 5. April  | Georg Heinrich Bernstein                                   | deutscher Orientalist und Theologe                                                                        | 73    |       |
| 5. April  | Abijah Bigelow                                             | US-amerikanischer Politiker                                                                               | 84    |       |
| 6. April  | James Kirke Paulding                                       | US-amerikanischer Schriftsteller und Marineminister                                                       | 81    |       |
| 8. April  | Félix Dujardin                                             | französischer Naturforscher, Geologe und Zoologe                                                          | 59    |       |
| 8. April  | István Széchenyi                                           | ungarischer Staatsreformer und Unternehmer                                                                | 68    |       |
| 9. April  | Johann Baptist Isenring                                    | Schweizer Landschaftsmaler und Daguerretypist                                                             | 63    |       |
| 9. April  | Emil Krafft                                                | deutscher Porträtist, Maler und Lithograf                                                                 | 50    |       |
| 9. April  | Job Pierson                                                | US-amerikanischer Jurist und Politiker                                                                    | 68    |       |
| 10. April | Franz Rudolf Bayer                                         | österreichischer Theaterschauspieler, -regisseur, Schriftsteller und Maler                                | 79    |       |
| 11. April | Camille Alphonse Trézel                                    | französischer General und Politiker                                                                       | 80    |       |
| 11. April | Caroline Vanhove                                           | niederländisch-französische Schauspielerin                                                                | 88    |       |
| 12. April | Carl Heinrich von Gerlach                                  | preußischer Politiker und pommerscher Gutsbesitzer                                                        | 77    |       |
| 12. April | Ernst I. zu Hohenlohe-Langenburg                           | Fürst von Hohenlohe-Langenburg                                                                            | 65    |       |
| 12. April | Christopher von Krogh                                      | dänischer Generalleutnant                                                                                 | 74    |       |
| 12. April | Johann David Wilhelm Sachse                                | deutscher Mediziner                                                                                       | 87    |       |
| 14. April | William Cost Johnson                                       | US-amerikanischer Politiker                                                                               | 54    |       |
| 14. April | Karl Seeling                                               | preußischer Generalmajor                                                                                  | 64    |       |
| 14. April | Daniel Wamosy                                              | Buchbinder und Fabrikant                                                                                  | 58    |       |
| 15. April | Karoline Christine Böhler                                  | deutsche Sängerin, Schauspielerin und Pianistin                                                           | 60    |       |
| 16. April | Bartolomeo Borghesi                                        | italienischer Epigraphiker                                                                                | 78    |       |
| 16. April | Gabriel Rudolf Ludwig von Sinner                           | Schweizer Orientalist, Klassischer Philologe und Bibliothekar                                             | 59    |       |
| 18. April | Anders Adolf Retzius                                       | schwedischer Anatom und Anthropologe                                                                      | 63    |       |
| 18. April | Moritz Haubold von Schönberg                               | Oberpräsident der preußischen Provinzen Schlesien und Pommern                                             | 89    |       |
| 19. April | Karl Ludwig Heinrich Zimmermann                            | Kreisrat im Großherzogtum Hessen                                                                          | 53    |       |
| 20. April | Gottfried von Bockelmann                                   | preußischer Generalleutnant                                                                               | 71    |       |
| 20. April | Charles de Brouckère                                       | südniederländischer, später belgischer Staatsmann                                                         | 64    |       |
| 20. April | Ferdinand Nebel                                            | deutscher Architekt                                                                                       | 78    |       |
| 22. April | Henry C. Martindale                                        | US-amerikanischer Jurist und Politiker                                                                    | 79    |       |
| 23. April | Karl Ludwig von Bruck                                      | deutscher Kaufmann und späterer österreichischer Minister                                                 | 61    |       |
| 23. April | Konstanty Adam Czartoryski                                 | polnischer Offizier                                                                                       | 86    |       |
| 23. April | Franz Xaver Krenkl                                         | deutscher Rennstallbesitzer und Pferdehändler                                                             | 79    |       |
| 24. April | Edgar Campbell Wilson                                      | US-amerikanischer Politiker                                                                               | 59    |       |
| 25. April | John S. Robinson                                           | US-amerikanischer Politiker                                                                               | 55    |       |
| 26. April | Eduard Friedrich Eversmann                                 | deutscher Biologe und Forschungsreisender, Professor in Russland                                          | 66    |       |
| 26. April | Theoklitos Farmakidis                                      | griechischer Theologe und Revolutionär                                                                    | 76    |       |
| 26. April | António José de Sousa Manoel de Menezes Severim de Noronha | portugiesischer Staatsmann und General, Held des Miguelistenkrieg                                         | 68    |       |
| 26. April | Karl Friedrich von Selasinsky                              | preußischer General der Infanterie, Mitglied der Frankfurter Nationalversammlung und deutscher Freimaurer | 74    |       |
| 26. April | Friedrich Wilhelm Carl Umbreit                             | deutscher evangelischer Theologe                                                                          | 65    |       |
| 27. April | Ulrich Himbsel                                             | deutscher Architekt, bayerischer Baubeamter, Bauunternehmer                                               | 73    |       |
| 27. April | Leonhard Schulz                                            | österreichischer Gitarrist und Komponist                                                                  | 46    |       |
| 28. April | Isaäc da Costa                                             | holländischer Dichter und Schriftsteller                                                                  | 62    |       |
| 28. April | Jakob Guttmann                                             | ungarischer Bildhauer und Graveur                                                                         |       |       |
| 28. April | Friedrich Hellner                                          | deutscher Architekt und Hochschullehrer, Gründer der Hannoverschen Architekturschule                      | 34    |       |
| 29. April | Nanette Schechner                                          | deutsche Opernsängerin (Sopranistin)                                                                      | 56    |       |
| 30. April | Franz Christian Naunyn                                     | deutscher Jurist und Oberbürgermeister von Berlin                                                         | 60    |       |
| 30. April | Wilhelm Heinrich von Pape                                  | preußischer Feuersozietätsdirektor und Landrat                                                            | 88    |       |

## Mai
| Tag     | Name                                             | Beruf, bekannt als                                                                                  | Alter | Beleg |
| ------- | ------------------------------------------------ | --------------------------------------------------------------------------------------------------- | ----- | ----- |
| 1. Mai  | Johannes Läpple                                  | deutscher Zeichner und Lehrer                                                                       | 45    |       |
| 1. Mai  | Anders Sandøe Ørsted                             | Ministerpräsident von Dänemark                                                                      | 81    |       |
| 3. Mai  | Joachim Christoph Mandischer                     | deutscher Organist, letzter Lübecker Ratsmusiker                                                    | 86    |       |
| 4. Mai  | Gustav Friedrich Wiggers                         | deutscher evangelischer Theologe und Hochschullehrer                                                | 82    |       |
| 5. Mai  | Julie von Jenner                                 | Schweizer Wohltäterin                                                                               |       |       |
| 5. Mai  | Charles-Jean de La Motte-Vauvert                 | französischer Bischof                                                                               | 77    |       |
| 5. Mai  | Nikolaus Nack                                    | deutscher Kaufmann und Bürgermeisters der Stadt Mainz                                               | 74    |       |
| 6. Mai  | Samuel Beardsley                                 | US-amerikanischer Offizier, Jurist und Politiker                                                    | 70    |       |
| 6. Mai  | Auguste Bernhard                                 | deutsche Theaterschauspielerin                                                                      | 38    |       |
| 6. Mai  | Littleton Waller Tazewell                        | US-amerikanischer Politiker                                                                         | 85    |       |
| 9. Mai  | Samuel Griswold Goodrich                         | US-amerikanischer Schriftsteller, Politiker und Diplomat                                            | 66    |       |
| 10. Mai | Anton Müller                                     | deutscher Mathematiker, Bibliothekar und Hochschullehrer                                            | 61    |       |
| 10. Mai | Asaph Nichols                                    | US-amerikanischer Anwalt und Politiker                                                              | 63    |       |
| 10. Mai | Theodore Parker                                  | US-amerikanischer Theologe, Abolitionist und Schriftsteller                                         | 49    |       |
| 11. Mai | Andreas Jacob Fischer                            | deutscher Apotheker                                                                                 | 70    |       |
| 11. Mai | August Wentzel                                   | deutscher Jurist und Politiker                                                                      | 61    |       |
| 11. Mai | Ludwig Friedrich Ferdinand von Zedtwitz          | Sekretär und Abgeordneter im Sächsischen Landtag                                                    | 82    |       |
| 12. Mai | Charles Barry                                    | englischer Architekt und Baumeister                                                                 | 64    |       |
| 13. Mai | Christian Gottlob Gmelin                         | deutscher Chemiker                                                                                  | 67    |       |
| 14. Mai | Ludwig Bechstein                                 | deutscher Schriftsteller, Bibliothekar und Archivar                                                 | 58    |       |
| 14. Mai | Karl Heinrich Ferdinand Schütze                  | sächsischer Kaufmann, Rittergutsbesitzer und Politiker                                              | 82    |       |
| 15. Mai | Simone Schiaffino                                | italienischer Freiheitskämpfer und Seemann                                                          | 25    |       |
| 15. Mai | Michele Viale-Prelà                              | italienischer römisch-katholischer Erzbischof und Nuntius                                           | 61    |       |
| 16. Mai | Arnold Halbach                                   | preußischer Konsul in Philadelphia                                                                  | 72    |       |
| 16. Mai | Philippe Le Bas                                  | französischer Altphilologe, Erzieher von Napoléon III.                                              | 65    |       |
| 16. Mai | Anne Isabella Noel-Byron, 11. Baroness Wentworth | britische Aristokratin, Ehefrau des Dichters Lord Byron                                             | 67    |       |
| 16. Mai | Ferdinand Schureman Schenck                      | US-amerikanischer Politiker                                                                         | 70    |       |
| 17. Mai | William S. Damrell                               | US-amerikanischer Politiker                                                                         | 50    |       |
| 17. Mai | Johann Jakob Hottinger                           | Schweizer Historiker                                                                                | 76    |       |
| 18. Mai | Christian Heinrich Zeller                        | deutscher Pädagoge und Kirchenliederdichter                                                         | 81    |       |
| 19. Mai | Ang Duong                                        | kambodschanischer König                                                                             |       |       |
| 19. Mai | Paul Louis Oudart                                | französischer Tiermaler                                                                             | 64    |       |
| 20. Mai | William Butterworth Bayley                       | britischer Beamter und interimistischer Generalgouverneur von Fort William                          | 78    |       |
| 20. Mai | Joachim Bernhard Susemihl                        | deutscher Verwaltungsjurist in dänischen Diensten                                                   |       |       |
| 21. Mai | Johannes Frederik Fröhlich                       | dänischer Komponist                                                                                 | 53    |       |
| 21. Mai | Phineas Gage                                     | US-amerikanischer Eisenbahner, dessen Verletzung zu Erkenntnissen für die Neurowissenschaft beitrug | 36    |       |
| 21. Mai | Rosolino Pilo                                    | italienischer Freiheitskämpfer während des Risorgimento                                             | 39    |       |
| 22. Mai | William C. Preston                               | US-amerikanischer Politiker                                                                         | 65    |       |
| 23. Mai | Uffo Daniel Horn                                 | böhmischer Schriftsteller deutscher Sprache                                                         | 43    |       |
| 23. Mai | André Robberechts                                | belgischer Violinist und Komponist                                                                  | 62    |       |
| 23. Mai | Albert Richard Smith                             | britischer Schriftsteller                                                                           | 43    |       |
| 24. Mai | Frederick William Lord                           | US-amerikanischer Arzt und Politiker                                                                | 59    |       |
| 27. Mai | Wilhelm Hallwachs                                | Minister im Großherzogtum Hessen                                                                    | 73    |       |
| 29. Mai | Vicente Sancho                                   | Regierungspräsident von Spanien                                                                     | 76    |       |
| 30. Mai | Vincenz Kollar                                   | österreichischer Zoologe, Entomologe und Publizist                                                  | 63    |       |
| 31. Mai | William à Court, 1. Baron Heytesbury             | britischer Diplomat und Politiker (Tory)                                                            | 80    |       |
| 31. Mai | Peter Vivian Daniel                              | US-amerikanischer Jurist und Politiker                                                              | 76    |       |

## Juni
| Tag      | Name                                      | Beruf, bekannt als                                                                                       | Alter | Beleg |
| -------- | ----------------------------------------- | --- | ----- | ----- |
| 1. Juni  | Giuseppe Belli                            | italienischer Physiker                                                                                   | 68    |       |
| 1. Juni  | José Jorge Loureiro                       | portugiesischer Militär und Politiker                                                                    | 69    |       |
| 2. Juni  | Leopold von Orlich                        | preußischer Offizier und Schriftsteller                                                                  | 55    |       |
| 2. Juni  | Georg Karl Rinck von Wildenberg           | Schweizer Politiker                                                                                      | 66    |       |
| 3. Juni  | Silas Mainville Burroughs                 | US-amerikanischer Politiker                                                                              | 49    |       |
| 3. Juni  | Johann Jakob Füssli                       | Schweizer evangelischer Geistlicher                                                                      | 67    |       |
| 4. Juni  | Wilhelm Christian Benecke von Gröditzberg | preußischer Kaufmann und Bankier                                                                         | 80    |       |
| 5. Juni  | Carl Ludwig Adolf Gamradt                 | preußischer Landrat, Mitglied der Frankfurter Nationalversammlung und des Preußischen Abgeordnetenhauses | 49    |       |
| 5. Juni  | Samuel D. Ingham                          | US-amerikanischer Politiker                                                                              | 80    |       |
| 5. Juni  | Eduard Platner                            | deutscher Rechtswissenschaftler                                                                          | 73    |       |
| 6. Juni  | Henry P. Haun                             | US-amerikanischer Politiker                                                                              | 45    |       |
| 6. Juni  | Friedrich Ribbeck                         | deutscher evangelischer Theologe                                                                         | 77    |       |
| 7. Juni  | Christian Markle Straub                   | US-amerikanischer Politiker                                                                              |       |       |
| 7. Juni  | Benjamin White                            | US-amerikanischer Politiker                                                                              | 70    |       |
| 8. Juni  | Georg Bosse                               | deutscher Oberstleutnant und Steuerinspektor                                                             |       |       |
| 9. Juni  | George Payne Rainsford James              | englischer Schriftsteller                                                                                | 60    |       |
| 10. Juni | Edmund Lockyer                            | britisch-stämmiger Entdeckungsreisender in Australien                                                    | 76    |       |
| 10. Juni | Friederike Vohs                           | deutsche Schauspielerin und Sängerin                                                                     |       |       |
| 11. Juni | Franz Ulrich von Trotha                   | deutscher Gutsbesitzer und Parlamentarier                                                                | 53    |       |
| 11. Juni | José Damian Villacorta                    | Supremo Director der Provinz El Salvador                                                                 |       |       |
| 13. Juni | August Thieme                             | deutscher Dichter des weimarischen Dichterkreises                                                        | 80    |       |
| 14. Juni | August Blumröder                          | deutscher Offizier, Publizist und Abgeordneter                                                           | 83    |       |
| 15. Juni | John Galbraith                            | US-amerikanischer Politiker                                                                              | 65    |       |
| 18. Juni | Friedrich Wilhelm von Bismarck            | württembergischer Generalleutnant und Militärschriftsteller                                              | 76    |       |
| 19. Juni | Ernst von Wangenheim                      | Regierungspräsident im Herzogtum Sachsen-Coburg und Gotha                                                | 63    |       |
| 20. Juni | Anthony Blanc                             | französischer Geistlicher, Erzbischof von New Orleans                                                    | 67    |       |
| 20. Juni | Constantin Caradja                        | griechischer Diplomat                                                                                    |       |       |
| 20. Juni | Willibrord Joseph Mähler                  | Maler | 82    |       |
| 20. Juni | John Schwartz                             | US-amerikanischer Politiker                                                                              | 66    |       |
| 21. Juni | Mykola Markewytsch                        | ukrainischer Historiker, Ethnograph, Schriftsteller, Komponist und Musikwissenschaftler                  | 56    |       |
| 22. Juni | Moritz Weißker                            | deutscher Gerbermeister und Abgeordneter                                                                 | 45    |       |
| 23. Juni | Joseph Cafasso                            | heiliggesprochener römisch-katholischer Geistlicher und Sozialreformer                                   | 49    |       |
| 24. Juni | Jérôme Bonaparte                          | Bruder Napoléon Bonapartes, König von Westfalen, französischer General, Marschall von Frankreich         | 75    |       |
| 25. Juni | Johann Heinrich Horstmann                 | deutscher Kommunalpolitiker; Bürgermeister von Essen                                                     | 64    |       |
| 25. Juni | Pōtatau Te Wherowhero                     | erster König der Māori in Neuseeland                                                                     |       |       |
| 26. Juni | August Encke                              | preußischer Generalleutnant                                                                              | 65    |       |
| 26. Juni | Wilhelm Messerschmidt von Arnim           | preußischer Generalmajor                                                                                 | 63    |       |
| 28. Juni | Robert McClellan                          | US-amerikanischer Jurist und Politiker                                                                   | 53    |       |
| 28. Juni | Julius Simon von Nördlinger               | Forstwissenschaftler                                                                                     | 88    |       |
| 29. Juni | Thomas Addison                            | englischer Mediziner                                                                                     | 67    |       |

## Juli
| Tag      | Name                                      | Beruf, bekannt als                                                                        | Alter | Beleg |
| -------- | ----------------------------------------- | ----------------------------------------------------------------------------------------- | ----- | ----- |
| 1. Juli  | Charles Goodyear                          | US-amerikanischer Chemiker und Erfinder                                                   | 59    |       |
| 1. Juli  | Albert von Pappenheim                     | bayerischer General der Kavallerie, Abgeordneter                                          | 82    |       |
| 1. Juli  | Gotthilf Heinrich von Schubert            | deutscher Arzt und Naturforscher                                                          | 80    |       |
| 3. Juli  | Friedrich Gottlob Schulze                 | deutscher Nationalökonom und Landwirt                                                     | 65    |       |
| 6. Juli  | Carl Wilhelm Georg zu Inn- und Knyphausen | deutscher Kammerherr, Kommunalpolitiker, Schatzrat und Gesandter des Königreichs Hannover | 75    |       |
| 7. Juli  | Carl von Helldorff                        | preußischer Verwaltungsbeamter, Kammerherr und Parlamentarier                             | 56    |       |
| 7. Juli  | Achilles Huber                            | Schweizer Architekt                                                                       | 84    |       |
| 7. Juli  | Johannes Lachmann                         | deutscher Agrikulturbotaniker                                                             | 27    |       |
| 7. Juli  | Victor von Lepel                          | hessischer Diplomat und Politiker                                                         | 66    |       |
| 7. Juli  | John L. Schoolcraft                       | US-amerikanischer Politiker                                                               |       |       |
| 7. Juli  | Anton Träg                                | österreichischer Cellist und Komponist                                                    | 41    |       |
| 8. Juli  | Ludwig Theodor Zöllner                    | deutscher Zeichner und Lithograf                                                          | 63    |       |
| 9. Juli  | Julius Eugen Schloßberger                 | deutscher Biochemiker und Arzt                                                            | 41    |       |
| 10. Juli | Engelbert Kolland                         | Franziskaner, Seliger, Märtyrer                                                           | 32    |       |
| 10. Juli | John Henry Lumpkin                        | US-amerikanischer Politiker                                                               | 48    |       |
| 12. Juli | Edouard Diodati                           | Schweizer evangelischer Geistlicher, Bibliothekar und Hochschullehrer                     | 70    |       |
| 14. Juli | Georg Constantin Bouris                   | griechisch-österreichischer Astronom, erster Direktor der Athener Sternwarte              |       |       |
| 15. Juli | Thomas Y. Howe junior                     | US-amerikanischer Jurist und Politiker                                                    |       |       |
| 16. Juli | Joseph Karl Anrep-Elmpt                   | kaiserlich russischer Generaladjutant                                                     | 64    |       |
| 16. Juli | Gustav Adolph Sennewald                   | polnischer Verleger und Buchhändler deutscher Nationalität                                | 56    |       |
| 19. Juli | Jakob Reissig                             | Forstmann und Verwaltungsbeamter                                                          | 60    |       |
| 20. Juli | Samuel Caruthers                          | US-amerikanischer Politiker                                                               | 39    |       |
| 21. Juli | Joseph Gales                              | US-amerikanischer Politiker                                                               | 74    |       |
| 21. Juli | Daniel Turner                             | US-amerikanischer Politiker                                                               | 63    |       |
| 22. Juli | Karl von Reichmeister                     | preußischer Verwaltungsbeamter und Parlamentarier                                         | 49    |       |
| 23. Juli | Moritz Bräuninger                         | evangelischer Missionar, eventuell Märtyrer                                               | 23    |       |
| 25. Juli | Siegfried Johannes Reimer                 | deutscher Mediziner                                                                       | 45    |       |
| 28. Juli | Joanna Bethune                            | US-amerikanische Sozialreformerin                                                         | 90    |       |
| 29. Juli | John Hindmarsh                            | britischer Konteradmiral und Gouverneur von South Australia                               | 75    |       |
| 29. Juli | Karl Wilhelm Ideler                       | deutscher Psychiater                                                                      | 64    |       |
| 29. Juli | Anton Rehaag                              | deutscher katholischer Theologe                                                           | 47    |       |
| 31. Juli | Justinus de Jacobis                       | italienischer Missionsbischof, Heiliger                                                   | 59    |       |

## August
| Tag        | Name                                | Beruf, bekannt als | Alter | Beleg |
| ---------- | ----------------------------------- | --- | ----- | ----- |
| 1. August  | Marcus von Niebuhr                  | deutscher Politiker | 43    |       |
| 1. August  | John S. Wells                       | US-amerikanischer Politiker | 56    |       |
| 2. August  | Josef Abenthung                     | Freiheitskämpfer, Musiklehrer, Organist und Komponist                                                                                   | 81    |       |
| 3. August  | Adolf Abicht                        | deutsch-polnischer Mediziner und Hochschullehrer                                                                                        |       |       |
| 3. August  | Alexander Schöppner                 | deutscher Pädagoge und Schriftsteller                                                                                                   | 40    |       |
| 6. August  | William Cargill                     | schottischer Weinhändler, Bankmanager, Captain in der britischen Armee, Kolonialist in Otago und Mitbegründer von Dunedin in Neuseeland | 75    |       |
| 7. August  | Cajetan von Textor                  | deutscher Chirurg | 77    |       |
| 9. August  | Josef Hentschel von Gilgenheimb     | deutscher Großgrundbesitzer und Verwaltungsjurist in Oberschlesien                                                                      | 57    |       |
| 9. August  | George Tisdale Hodges               | US-amerikanischer Politiker | 71    |       |
| 9. August  | Isaac Parrish                       | US-amerikanischer Politiker | 56    |       |
| 9. August  | Ignaz Heinrich von Wessenberg       | deutscher katholischer Theologe und Schriftsteller                                                                                      | 85    |       |
| 10. August | Georg Holzgethan                    | österreichischer Verwaltungsjurist und Statistiker                                                                                      | 60    |       |
| 10. August | Paul Emile Johns                    | polnischer Komponist und Musiker |       |       |
| 11. August | Edward Hallowell                    | US-amerikanischer Herpetologe | 51    |       |
| 12. August | William Henry Washington            | US-amerikanischer Politiker | 47    |       |
| 13. August | Danilo II. Petrović-Njegoš          | Fürstbischof und erster weltlicher Fürst Montenegros                                                                                    | 34    |       |
| 14. August | André Marie Constant Duméril        | französischer Zoologe, Professor der Anatomie, Physiologie und Pathologie                                                               | 86    |       |
| 15. August | Joseph Fry                          | US-amerikanischer Politiker | 79    |       |
| 15. August | Juliane von Sachsen-Coburg-Saalfeld | russische Großfürstin | 78    |       |
| 16. August | Eduard von Schrader                 | deutscher Rechtswissenschaftler, Rechtshistoriker und Hochschullehrer                                                                   | 81    |       |
| 16. August | Heinrich Simon                      | deutscher Politiker | 54    |       |
| 8. August  | Albertus van Beest                  | niederländischer Marinemaler und Lithograf                                                                                              | 40    |       |
| 18. August | Gottfried Kosegarten                | deutscher Orientalist und Sprachforscher                                                                                                | 67    |       |
| 20. August | Jacob Bredt                         | deutscher Theologe, Regierungsbeamter, Bergbauindustrieller und Politiker                                                               |       |       |
| 20. August | Karl Friedrich Heunisch             | Finanzminister der badischen Revolutionsregierung, Rechtsanwalt, Revolutionär und Redakteur                                             | 54    |       |
| 21. August | Kanuty Rusiecki                     | litauischer Maler | 60    |       |
| 22. August | Giuseppe de Fabris                  | italienischer Bildhauer, Präsident der römischen Accademia di San Luca und Generaldirektor der Vatikanischen Museen                     | 70    |       |
| 22. August | Alexandre-Gabriel Decamps           | französischer Maler | 57    |       |
| 22. August | Salomon Friedländer                 | jüdischer Prediger und Autor |       |       |
| 22. August | Samuel Holdheim                     | Gelehrter und Rabbiner |       |       |
| 23. August | Carl Emil Diezel                    | deutscher Forstmann und Autor | 80    |       |
| 24. August | Pío de Tristán                      | Offizier und Politiker | 87    |       |
| 25. August | Johan Ludvig Heiberg                | dänischer Dichter und Kritiker | 68    |       |
| 25. August | Christian August Lobeck             | deutscher klassischer Philologe, Religionshistoriker und Sprachforscher                                                                 | 79    |       |
| 26. August | Friedrich Silcher                   | deutscher Liedkomponist | 71    |       |
| 27. August | Wilhelm von Graevenitz              | preußischer Landrat | 71    |       |
| 30. August | Albert von Blumenthal               | preußischer Generalleutnant | 63    |       |
| 31. August | Georg Wilhelm Hessenberg            | deutscher Jurist und Politiker der Freien Stadt Frankfurt                                                                               | 52    |       |

## September
| Tag           | Name                                      | Beruf, bekannt als                                                       | Alter | Beleg |
| ------------- | ----------------------------------------- | ------------------------------------------------------------------------ | ----- | ----- |
| 3. September  | Theodor von Dechen                        | preußischer Generalmajor, Festungsinspekteur für Köln, Wesel und Kolberg | 65    |       |
| 3. September  | Heinrich Rathke                           | deutscher Anatom, Embryologe und Zoologe                                 | 67    |       |
| 4. September  | Friedrich Wilhelm Schlüter                | deutscher Verwaltungsjurist                                              | 57    |       |
| 5. September  | Heinrich Karl Jaup                        | großherzoglich-hessischer Beamter und Politiker und Ministerpräsident    | 78    |       |
| 5. September  | Jean-Baptiste Payer                       | französischer Arzt, Geologe und Botaniker                                | 42    |       |
| 6. September  | Georg                                     | Großherzog von Mecklenburg in Mecklenburg-Strelitz                       | 81    |       |
| 7. September  | George Simpson                            | kanadischer Leiter der Hudson's Bay Company                              |       |       |
| 9. September  | Johann Horzalka                           | österreichischer Pianist und Komponist                                   |       |       |
| 9. September  | Michael Nagnzaun                          | österreichischer Geistlicher und Musiker                                 | 71    |       |
| 9. September  | Benedikt Perwög                           | österreichischer Baumeister                                              | 65    |       |
| 11. September | Siegfried Hirsch                          | deutscher Historiker                                                     | 43    |       |
| 11. September | Friedrich Ludwig Keller                   | Schweizer, Preusse, Jurist, Politiker, Akademiker                        | 60    |       |
| 11. September | Johannes Riepenhausen                     | deutscher Maler und Kupferstecher                                        |       |       |
| 12. September | William Walker                            | US-amerikanischer Arzt, Anwalt, Journalist, Abenteurer und Söldner       | 36    |       |
| 13. September | Gabriele Ferretti                         | italienischer Kardinal                                                   | 65    |       |
| 16. September | August Reinstein                          | deutscher Jurist und Politiker                                           | 46    |       |
| 16. September | Thomas D. Rice                            | US-amerikanischer Komiker und der Erfinder des Blackface                 | 52    |       |
| 16. September | John Stewart                              | US-amerikanischer Politiker                                              | 65    |       |
| 18. September | Joseph Locke                              | englischer Bauingenieur                                                  | 55    |       |
| 19. September | Robert Eberle                             | deutscher Maler                                                          | 45    |       |
| 19. September | Makari Iwanow                             | russischer Mönch, Starez in Optina Pustyn                                | 71    |       |
| 19. September | Andreas Metaxas                           | griechischer Politiker und Ministerpräsident                             |       |       |
| 20. September | James F. Strother                         | US-amerikanischer Politiker                                              | 49    |       |
| 21. September | Karl Ballenberger                         | deutscher Historienmaler                                                 | 59    |       |
| 21. September | Carl Friedrich von Fischer                | badischer Beamter                                                        | 77    |       |
| 21. September | Arthur Schopenhauer                       | deutscher Philosoph                                                      | 72    |       |
| 22. September | Hermann Stilke                            | deutscher Maler                                                          | 57    |       |
| 24. September | Werner Holmberg                           | finnischer Maler                                                         | 29    |       |
| 24. September | Marie von Württemberg                     | Herzogin von Sachsen-Coburg und Gotha                                    | 61    |       |
| 25. September | Christian Carl Wenderoth                  | deutscher Theologe                                                       | 83    |       |
| 25. September | Georg Leonhard Zili                       | Schweizer Kaufmann und Banker                                            | 86    |       |
| 25. September | Carl Friedrich Zöllner                    | deutscher Komponist                                                      | 60    |       |
| 26. September | Miloš Obrenović                           | serbischer Fürst                                                         | 80    |       |
| 27. September | Jean Nicolas Elisabeth Berchtold          | Schweizer Politiker und Staatskanzler des Kantons Freiburg               | 70    |       |
| 27. September | Carl Friedrich Reichel                    | deutscher Apotheker und Pflanzenkundler                                  |       |       |
| 28. September | Peter McGill                              | schottisch-kanadischer Politiker und Bankier                             | 71    |       |
| 29. September | Maximilian Karl Friedrich Wilhelm Grävell | deutscher Jurist und Mitglied der Frankfurter Nationalversammlung        | 79    |       |
| 29. September | Tokugawa Nariaki                          | Daimyo von Mito                                                          | 60    |       |
| 30. September | Bartlmä Hörbiger                          | österreichischer Orgelbauer                                              | 47    |       |
| 30. September | Vincenzo Macchi                           | italienischer römisch-katholischer Diplomat, Kardinal und Bischof        | 90    |       |
| 30. September | Juan Rafael Mora Porras                   | Präsident von Costa Rica                                                 | 46    |       |
| September     | Petro Drahomanow                          | ukrainischer Dichter und Übersetzer                                      | 58    |       |

## Oktober
| Tag         | Name                                       | Beruf, bekannt als | Alter | Beleg |
| ----------- | ------------------------------------------ | --- | ----- | ----- |
| 1. Oktober  | David Douglas Wagener                      | US-amerikanischer Politiker                                                                                                  | 67    |       |
| 2. Oktober  | Louis Hersent                              | französischer Lithograf, Porträt- und Historienmaler                                                                         | 83    |       |
| 2. Oktober  | Gottfried Jordan                           | deutscher Unternehmer | 69    |       |
| 2. Oktober  | Franz Seraph von Sommaruga                 | österreichischer Rechtswissenschaftler und kurzzeitig Unterrichts- wie auch Justizminister                                   | 80    |       |
| 3. Oktober  | Alfred Edward Chalon                       | britischer Maler | 80    |       |
| 3. Oktober  | Rembrandt Peale                            | US-amerikanischer Porträt-Maler                                                                                              | 82    |       |
| 3. Oktober  | Ashbel P. Willard                          | US-amerikanischer Politiker                                                                                                  | 39    |       |
| 4. Oktober  | Friedrich August von Gise                  | deutscher Diplomat | 77    |       |
| 5. Oktober  | Alexei Stepanowitsch Chomjakow             | russischer Dichter, Publizist, Theologe und Philosoph                                                                        | 56    |       |
| 6. Oktober  | Stephen Elvey                              | britischer Organist und Komponist                                                                                            | 55    |       |
| 9. Oktober  | Christian Friedrich Heinrich Sachse        | deutscher evangelischer Geistlicher und Kirchenlieddichter                                                                   | 75    |       |
| 12. Oktober | Henry George Wakelyn Smith                 | britischer Armeeoffizier | 73    |       |
| 13. Oktober | Egide Linnig                               | belgischer Marine- und Landschaftsmaler und Radierer                                                                         | 39    |       |
| 14. Oktober | Staley N. Clarke                           | US-amerikanischer Politiker                                                                                                  | 66    |       |
| 14. Oktober | Gottlieb Lukas Friedrich Tafel             | deutscher klassischer Philologe, Pionier der Byzantinistik                                                                   | 73    |       |
| 15. Oktober | Friedrich Thinnes                          | deutscher katholischer Priester, Domkapitular, Abgeordneter der Frankfurter Nationalversammlung und des Bayerischen Landtags | 70    |       |
| 17. Oktober | Friedrich Georg Buek                       | Jurist, Buchautor, Heimatforscher und Übersetzer                                                                             | 65    |       |
| 18. Oktober | Casimiro de Abreu                          | brasilianischer Lyriker | 21    |       |
| 18. Oktober | Friedrich August von Cotta                 | Forstwissenschaftler | 61    |       |
| 18. Oktober | Carl Reinhold Sahlberg                     | finnisch-schwedischer Naturwissenschaftler                                                                                   | 81    |       |
| 19. Oktober | Pierre Barrois                             | französischer General der Infanterie                                                                                         | 85    |       |
| 20. Oktober | Julius Cornet                              | österreichischer Opernsänger (Tenor) und Theaterdirektor                                                                     | 67    |       |
| 21. Oktober | Charles Gordon-Lennox, 5. Duke of Richmond | britischer konservativer Politiker                                                                                           | 69    |       |
| 21. Oktober | George W. Lay                              | US-amerikanischer Politiker                                                                                                  | 62    |       |
| 23. Oktober | Matthias Eduard Schweizer                  | Schweizer Chemiker | 42    |       |
| 24. Oktober | Élie Decazes                               | französischer Staatsmann, Herzog von Decazes und Glücksberg                                                                  | 80    |       |
| 24. Oktober | Wilhelm Hopfgarten                         | deutscher Bronzegießer | 71    |       |
| 24. Oktober | Marija Nikolajewna Wernadskaja             | russische Politökonomin | 28    |       |
| 25. Oktober | James Capen Adams                          | US-amerikanischer Tierfänger, Dompteur und Schausteller                                                                      | 53    |       |
| 25. Oktober | Johann Philipp Dieffenbach                 | hessischer Lehrer und Lokalhistoriker                                                                                        | 74    |       |
| 27. Oktober | Martin Ditt                                | deutscher Theaterschauspieler                                                                                                | 50    |       |
| 29. Oktober | Gaetano Errico                             | italienischer Geistlicher, römisch-katholischer Priester und Ordensgründer                                                   | 69    |       |
| 29. Oktober | Joel Sweeney                               | US-amerikanischer Banjospieler                                                                                               |       |       |
| 30. Oktober | Josef Schumacher im Uttenberg              | Schweizer Staatsmann und Militär                                                                                             | 67    |       |
| 31. Oktober | Thomas Cochrane, 10. Earl of Dundonald     | britischer Seeheld, Politiker, Freiheitskämpfer und Erfinder                                                                 | 84    |       |
| 31. Oktober | Joseph Kornhäusel                          | österreichischer Architekt                                                                                                   | 77    |       |
| 31. Oktober | Hermann Ludwig Nadermann                   | deutscher Theologe, Pädagoge und Kirchenlieddichter                                                                          | 81    |       |

## November
| Tag          | Name                             | Beruf, bekannt als                                                                               | Alter | Beleg |
| ------------ | -------------------------------- | ------------------------------------------------------------------------------------------------ | ----- | ----- |
| 1. November  | Charlotte von Preußen            | durch Heirat russische Kaiserin                                                                  | 62    |       |
| 1. November  | David Kidder                     | US-amerikanischer Politiker                                                                      | 72    |       |
| 3. November  | Wilhelm von Rahden               | deutscher Offizier und Schriftsteller                                                            | 70    |       |
| 4. November  | August Hermann Ewerbeck          | deutsch-französischer Schriftsteller, Übersetzer und Arzt und Mitglied im Bund der Kommunisten   | 43    |       |
| 5. November  | Carl Binder                      | österreichischer Musiker und Komponist                                                           | 43    |       |
| 5. November  | Johann Friedrich Klotzsch        | deutscher Botaniker, Apotheker und Arzt                                                          | 55    |       |
| 5. November  | Julius von Minutoli              | preußischer Polizeidirektor, Politiker, Wissenschaftler, Schriftsteller                          | 56    |       |
| 6. November  | Johann Carl von Möllendorff      | preußischer Offizier, zuletzt General der Infanterie                                             | 69    |       |
| 6. November  | Charles John Napier              | britischer Admiral                                                                               | 74    |       |
| 8. November  | Charles Fellows                  | britischer Forschungsreisender und Archäologe                                                    | 61    |       |
| 9. November  | Isaac Williams junior            | US-amerikanischer Politiker                                                                      | 83    |       |
| 9. November  | Kilian Zoll                      | schwedischer Maler der Düsseldorfer Schule                                                       | 42    |       |
| 11. November | Theresia Helm                    | Mutter des Komponisten Anton Bruckner                                                            | 59    |       |
| 11. November | Heinrich von Korff               | deutscher Regierungsbeamter                                                                      | 68    |       |
| 11. November | Georg Johann Scharf              | deutscher Marine-, Miniatur- und Genremaler, Aquarellist und Lithograf                           | 72    |       |
| 12. November | Henry C. Goodwin                 | US-amerikanischer Jurist und Politiker                                                           | 36    |       |
| 12. November | Johannes Herrle                  | deutscher Forst- und Jagdwissenschaftler                                                         | 82    |       |
| 12. November | Johann Rotger Köne               | deutscher Philologe, Lehrer, Autor und Mundartforscher                                           | 61    |       |
| 12. November | Johann Andreas Wehner            | deutscher Ständevertreter im Königreich Hannover                                                 | 75    |       |
| 13. November | Martin Fasbinder                 | deutscher Gutsbesitzer und Politiker                                                             | 68    |       |
| 13. November | David Dale Owen                  | US-amerikanischer Geologe                                                                        | 53    |       |
| 15. November | Albrecht Bartsch                 | deutscher evangelisch-lutherischer Geistlicher und Heimatforscher                                | 57    |       |
| 16. November | Benjamin Briggs Goodrich         | US-amerikanischer Arzt und Politiker                                                             | 61    |       |
| 16. November | Johann Carl Heinrich Hagemeister | deutscher Jurist und Bürgermeister von Stralsund                                                 | 64    |       |
| 16. November | Peter Alfred von Hohenthal       | sächsischer Standesherr und Kammerherr                                                           | 53    |       |
| 16. November | Apollinaris Jakob von Slugocki   | preußischer Generalmajor                                                                         | 78    |       |
| 17. November | Carl Gottlob Häcker              | deutscher Orgelbauer                                                                             | 68    |       |
| 19. November | Johann Peter Jelmoli             | italienischer Unternehmer und Textilhändler                                                      |       |       |
| 19. November | Károly Markó der Ältere          | ungarischer Landschaftsmaler                                                                     | 69    |       |
| 19. November | Delazon Smith                    | US-amerikanischer Politiker                                                                      | 44    |       |
| 20. November | Isaak Markus Jost                | deutscher Historiker                                                                             | 67    |       |
| 20. November | Rodolphe Mercier                 | Schweizer Notar und Grossrat                                                                     | 61    |       |
| 21. November | Georg Wilhelm                    | Fürst zu Schaumburg-Lippe                                                                        | 75    |       |
| 21. November | John Eatton Le Conte             | US-amerikanischer Naturforscher                                                                  | 76    |       |
| 23. November | Edward McDonnell                 | irischer Unternehmer und Politiker                                                               |       |       |
| 23. November | Gustav von Potworowski           | polnischer Rittergutsbesitzer und Politiker in Preußen, Kämpfer für die polnische Unabhängigkeit | 60    |       |
| 24. November | Wilhelm von Zychlinski           | deutscher Gutsbesitzer und preußischer Landrat                                                   | 71    |       |
| 25. November | John Reed junior                 | US-amerikanischer Politiker                                                                      | 79    |       |
| 25. November | Paul Wilhelm von Württemberg     | deutscher Naturforscher und Entdecker                                                            | 63    |       |
| 27. November | Ludwig Rellstab                  | deutscher Journalist, Musikkritiker und Dichter                                                  | 61    |       |
| 28. November | Christian Karl Josias von Bunsen | preußischer Botschafter                                                                          | 69    |       |
| 29. November | Robert Monell                    | US-amerikanischer Jurist und Politiker                                                           | 73    |       |

## Dezember
| Tag          | Name                                         | Beruf, bekannt als                                                                          | Alter | Beleg |
| ------------ | -------------------------------------------- | ------------------------------------------------------------------------------------------- | ----- | ----- |
| 1. Dezember  | Gustav Gündel                                | deutscher evangelischer Geistlicher und Erzieher                                            |       |       |
| 1. Dezember  | Alexander Harper                             | US-amerikanischer Politiker                                                                 | 74    |       |
| 1. Dezember  | Friedrich Maximilian Hessemer                | deutscher Architekt und Schriftsteller                                                      | 60    |       |
| 1. Dezember  | Adolph Johns                                 | Hamburger Kaufmann                                                                          | 51    |       |
| 1. Dezember  | Johann Gottfried Stösser                     | badischer Jurist und Politiker                                                              | 79    |       |
| 1. Dezember  | Henry Westenra, 3. Baron Rossmore            | britischer Adliger und Politiker, Mitglied des House of Commons                             | 68    |       |
| 2. Dezember  | Heinrich Band                                | deutscher Erfinder des Bandoneons                                                           | 39    |       |
| 2. Dezember  | Ferdinand Christian Baur                     | deutscher Kirchen- und Dogmenhistoriker                                                     | 68    |       |
| 2. Dezember  | Carl Heinrich Jürgens                        | deutscher lutherischer Theologe, Redakteur, Publizist und Politiker                         | 59    |       |
| 2. Dezember  | Christian Schultze                           | deutscher Domänenpächter, Bürgermeister und Politiker                                       | 72    |       |
| 3. Dezember  | William A. Palmer                            | US-amerikanischer Jurist und Politiker                                                      | 79    |       |
| 3. Dezember  | Johann Nepomuk von Tschiderer                | Bischof von Trient                                                                          | 83    |       |
| 4. Dezember  | Agathon Benary                               | deutscher Klassischer Philologe                                                             | 53    |       |
| 4. Dezember  | Hermann Breiting                             | Opernsänger (Tenor)                                                                         | 56    |       |
| 4. Dezember  | Friedrich Ludwig Meissner                    | deutscher Mediziner                                                                         | 64    |       |
| 4. Dezember  | Sergei Petrowitsch Trubezkoi                 | russischer Freimaurer, Führer des Dekabristenaufstandes 1825                                | 70    |       |
| 5. Dezember  | August Arnold                                | deutscher Geschichtsphilosoph und Staatswissenschaftler                                     | 71    |       |
| 5. Dezember  | Friedrich Christoph Dahlmann                 | deutscher Historiker und Staatsmann                                                         | 75    |       |
| 6. Dezember  | Eduard von Badenfeld                         | österreichischer Schriftsteller                                                             | 60    |       |
| 6. Dezember  | Elise Krings                                 | deutsche Harfenistin                                                                        | 53    |       |
| 6. Dezember  | Johann Eberhard Pavenstedt                   | deutscher Jurist und Senator in Bremen                                                      | 83    |       |
| 6. Dezember  | Marianne von Willemer                        | aus Österreich stammende Schauspielerin, Sängerin und Tänzerin, Muse und Mitautorin Goethes | 76    |       |
| 7. Dezember  | Timothy Burstall                             | britischer Ingenieur                                                                        |       |       |
| 8. Dezember  | Ephraim Downes                               | US-amerikanischer Uhrmacher                                                                 |       |       |
| 10. Dezember | Christian Jakob August von Berstett          | badischer Major und Numismatiker                                                            | 87    |       |
| 11. Dezember | Friedrich Grotrian                           | deutscher Unternehmer                                                                       | 57    |       |
| 11. Dezember | Georg Heinrich Krieg von Hochfelden          | badischer Generalmajor und Militärschriftsteller                                            | 62    |       |
| 14. Dezember | Francesco Gaude                              | italienischer Ordensgeistlicher, Kardinal der römisch-katholischen Kirche                   | 51    |       |
| 14. Dezember | George Hamilton-Gordon, 4. Earl of Aberdeen  | britischer Staatsmann und Premierminister                                                   | 76    |       |
| 14. Dezember | Johann Georg von Sontheim                    | württembergischer Generalleutnant und Kriegsminister                                        | 70    |       |
| 15. Dezember | Julius Christoph Georg Engelhard             | deutscher Apotheker und Politiker                                                           | 65    |       |
| 15. Dezember | Ferdinand Weber                              | deutscher Mediziner und Autor                                                               | 48    |       |
| 16. Dezember | Charles James McDonald                       | US-amerikanischer Politiker                                                                 | 67    |       |
| 17. Dezember | Thilo Apel                                   | Landtagsabgeordneter                                                                        | 38    |       |
| 17. Dezember | Désirée Clary                                | Königin von Schweden und Norwegen                                                           | 83    |       |
| 18. Dezember | Edmond Davall der Jüngere                    | Schweizer Botaniker und Förster                                                             | 67    |       |
| 18. Dezember | J. H. Ingraham                               | US-amerikanischer Geistlicher und Autor                                                     | 51    |       |
| 19. Dezember | Konstantin Sergejewitsch Aksakow             | russischer Schriftsteller                                                                   | 43    |       |
| 19. Dezember | James Broun-Ramsay, 1. Marquess of Dalhousie | britischer Politiker, Mitglied des House of Commons und Vizekönig von Indien                | 48    |       |
| 19. Dezember | Ludwig Josef von Spies-Büllesheim            | preußischer Beamter                                                                         | 75    |       |
| 20. Dezember | John Wilson Farrelly                         | US-amerikanischer Politiker                                                                 | 51    |       |
| 20. Dezember | Jean-Baptiste-Amédée Georges-Massonnais      | Bischof von Périgueux (1841–1860)                                                           | 55    |       |
| 21. Dezember | Peter Friedhofen                             | deutscher Theologe und Ordensgründer                                                        | 41    |       |
| 22. Dezember | August Vogler                                | deutscher Badearzt und Landtagsabgeordneter                                                 | 70    |       |
| 23. Dezember | Samuel W. Eager                              | US-amerikanischer Jurist und Politiker                                                      | 71    |       |
| 23. Dezember | Ignaz Schwörer                               | deutscher Gynäkologe und Geburtshelfer                                                      | 60    |       |
| 26. Dezember | Henry Mills Fuller                           | US-amerikanischer Politiker                                                                 | 40    |       |
| 26. Dezember | Henry Mellus                                 | US-amerikanischer Politiker                                                                 | 44    |       |
| 26. Dezember | Karl Heinrich Siegfried Rödenbeck            | deutscher Historiker                                                                        | 86    |       |
| 27. Dezember | Andreas Friedrich Bauer                      | deutscher Techniker und Unternehmer                                                         | 77    |       |
| 27. Dezember | Gaston Lenthe                                | deutscher Maler                                                                             | 55    |       |
| 29. Dezember | Moritz Lieber                                | deutscher Jurist, Politiker, Publizist und Autor sowie Übersetzer                           | 70    |       |
| 29. Dezember | Lobegott Samuel Obbarius                     | deutscher klassischer Philologe                                                             | 72    |       |
| 29. Dezember | Johannes Recher                              | Schweizer Politiker                                                                         | 77    |       |
| 30. Dezember | Nicolaas Pieneman                            | niederländischer Maler                                                                      | 51    |       |
| 31. Dezember | Sophie de Bawr                               | französische Schriftstellerin und Komponistin                                               | 87    |       |
| Dezember     | August Sonntag                               | deutscher Astronom und Polarforscher                                                        | 28    |       |

## Datum unbekannt
| Tag | Name                            | Beruf, bekannt als                                                           | Alter | Beleg |
| --- | ------------------------------- | ---------------------------------------------------------------------------- | ----- | ----- |
|     | Auguste Bernhardt               | deutsche Theaterschauspielerin                                               |       |       |
|     | Christian Hviid Bredahl         | dänischer Schriftsteller                                                     |       |       |
|     | Theodore Edward Cantor          | dänischer Mediziner, Zoologe und Botaniker                                   |       |       |
|     | Giuseppe Antonio Ceruti         | italienischer Geigenbauer                                                    |       |       |
|     | Antoni Ignasi Cervera           | spanischer (katalanischer) Journalist                                        |       |       |
|     | Hans Peter Feddersen der Ältere | deutscher Bauer und Porträtmaler                                             |       |       |
|     | Heinrich Hammermeister          | deutscher Opernsänger                                                        |       |       |
|     | Christian Friedrich Hase        | deutscher Hofbeamter und Fiskaljurist                                        |       |       |
|     | Victor von Hase                 | Jurastudent                                                                  |       |       |
|     | Levi Lazar Hellwitz             | Obervorsteher der Landjudenschaft des Herzogtums Westfalen (1825–1837)       |       |       |
|     | Friedrich Julius                | deutscher Theaterschauspieler                                                |       |       |
|     | Wilhelm Korfmacher              | deutscher Orgelbauer                                                         |       |       |
|     | Carl Ernst Laue                 | deutscher Hofmusiker und Instrumentenmacher                                  |       |       |
|     | Soliman Pascha                  | Soldat in der französischen Armee und zuletzt Adjutant von Marschall Grouchy |       |       |
|     | Joseph-François Rabanis         | französischer Historiker                                                     |       |       |
|     | Louis Barbe Charles Sérurier    | französischer Botschafter                                                    |       |       |
|     | Haubold von Speßhardt           | Staatsminister von Sachsen-Meiningen                                         |       |       |